# 2366 Aaryn
2366 Aaryn eller 1981 AC1 är en asteroid i huvudbältet som upptäcktes den 10 januari 1981 av den amerikanske astronomen Norman G. Thomas vid Anderson Mesa Station. Den har fått sitt namn efter upptäckarens barnbarn Aaryn G. Baltutis.